# دختر شیطان (فیلم ۱۹۹۱)
دختر شیطان (انگلیسی: The Devil's Daughter) فیلمی در ژانر ترسناک است که در سال ۱۹۹۱ منتشر شد. از بازیگران آن می‌توان به کلی کرتیس، هربرت لام، داریا نیکولودی، ریچارد زامل، ماری‌آنجلا جوردانو و توماس آرانا اشاره کرد.

## خلاصه فیلم
سلسله‌ای از قتل‌های وحشتناک توسط فرقه‌ای شیطانی در فرانکفورت انجام می‌شود. یک زن معلم، مردی سالخورده را که جعبه‌ای حمل می‌کند زیر می‌گیرد. مرد سالخورده به سرعت وارد زندگی زن شده و مشخص می‌شود نقشه‌هایی برای او در سر دارد…